# Светско првенство у алпском скијању 2009.
40. Светско првенство у алпском скијању 2009. одржава се у Вал д'Изеру (фр. Val-d’Isère) Француској од 3.-15. фебруара 2009. године. Учествују 504 такмичара из 74 земље, који ће се такмичити у 11 дисцилина 6 мушких и 5 женских.

## Програм такмичења
| Датум                 | Мушкарци         | Жене             |
| --------------------- | ---------------- | ---------------- |
| уторак, 3. фебруар    |                  | Супервелеслалом  |
| среда, 4. фебруар     | Супервелеслалом  |                  |
| петак, 6. фебруар     |                  | Суперкомбинација |
| субота, 7. фебруар    | Спуст            |                  |
| недеља, 8. фебруар    |                  | Спуст            |
| понедељак, 9. фебруар | Суперкомбинација |                  |
| среда, 11. фебруар    | Екипно такмичење | Екипно такмичење |
| четвртак, 12. фебруар |                  | Велеслалом       |
| петак, 13. фебруар    | Велеслалом       |                  |
| субота, 14. фебруар   |                  | Слалом           |
| недеља, 15. фебруар   | Слалом           |                  |

## Стазе за текмичење
Цело првенство је одржано на две стазе „Писта Белеварде“ и стаза „Рон-Алп“
| Дисциплина               | Старт () | Циљ () | Висинска разлика () | Дужина () |
| ------------------------ | -------- | ------ | ------------------- | --------- |
| Спуст мушкрци            | 2807     | 1848   | 959                 | 2988      |
| Спуст жене               | 2536     | 1845   | 691                 | 2227      |
| Супервелеслалом мушкарци | 2498     | 1848   | 650                 | 1770      |
| Супервелеслалом жене     | 2445     | 1845   | 600                 | 1926      |
| Велеслалом мушкарци      | 2292     | 1842   | 450                 | 1181      |
| Велеслалом жене          | 2225     | 1865   | 360                 | 1181      |
| Слалом мишкарци          | 2062     | 1842   | 220                 | 591       |
| Слалом жене              | 2042     | 1842   | 200                 | 550       |

## Супервелеслалом

### Жене — (Детаљи)
уторак 3. фебруар
Американка Линдси Вон освојила је злато у супервелеслалому у времену 1:20,73 минута што је њена прва титула на неком великом такмичењу. Пред старт првенства Американка је истакла да јој је циљ да постане прва жена која је тријумфовала на свих пет дисциплина на истом првенству.
Сребрну медаљу освојила је Францускињи Мари Маршан-Арвије са заостатком од 34 стотинке, а бронзану Аустријанка Андреа Фишбахер, са 40 секунди слабијим временом.
Једина представница Србије Јелена Лоловић трку је завршила је на 26. месту, са заостатком од 6.60 секунди у односу на Вонову. Трку је обележило одустајање двоструке светске првакиње Швеђанке Анје Персон и још једне бивше првакиње Ренате Гечл из Аустрије, док је једна од највећих фавориткиња за победу Марија Риш била тек осма. 
| Медаља | Име                | Држав            | резултат | заостатак |
| ------ | ------------------ | ---------------- | -------- | --------- |
| Злато  | Линдси Вон         | Сједињене Државе | 1:20.73  |           |
| Сребро | Мари Маршан-Арвије | Француска        | 1:21.07  | +0.34     |
| Бронза | Андреа Фишбахер    | Аустрија         | 1:21.13  | +0.40     |

### Мушкарци — (Детаљи)
среда 4. фебруар
У супервелеслалому за мушкарце у раној фази трке повео је Кристоф Инерхофер из Италије испред Аустријанца Бенјамина Рајха који су били близу медаља, али су их изгубили пошто су само неколико стотинка били слабији и заузели су четврто и пето место. 
Убедљиво је победио Швајцарац Дидје Киш у времену 1:19.41 минута, исред Италијана Петера Фила који је имао заостатак од 99 стотинки, док је бронзу освојио Аксел Лунд Свиндал из Норвешке са три стотинке слабијим временом у односу на Италијана.
Много се очекивало од бившег светског првака и тренутно водећег у пласману супервелеслалома у Светском купу Хермана Мајера, као и Бодија Милера, али су њих двојица трку завршили на 18. односно 12. месту. Водећи у генералном пласману Светског купа Ивица Костелић из Хрватске није стартовао због болова у леђима.
| Медаља | Име                | Држава     | резултат | заостатак |
| ------ | ------------------ | ---------- | -------- | --------- |
| Злато  | Дидје Киш          | Швајцарска | 1:19.41  |           |
| Сребро | Петер Фил          | Италија    | 1:20.40  | +0.99     |
| Бронза | Аксел Лунд Свиндал | Норвешка   | 1:20.43  | +1.02     |

## Суперкомбинација

### Жене
петак 6. фебруар
Аустријанка Катрин Цетел освојила је златну медаљу у суперкомбинацији на Светском првенству. Цетелова је тријумфовала с укупним временом од 2:20.13, испред Швајцаркиње Ларе Гут, која је имала 56 стотинки слабије време и сународнице Елизабет Гергл која је имала 88 стотинки заостатка. Главна фавориткиња Американка Линдси Вон је имала друго време али је дисквалификована јер је промашила једну капију.
Четврто место припало је Немици Марији Риш која је имала тежак пад током тренинга за спуст дв дана раније, а за њом следе Францускиња Мари Маршан-Арвије и Италијанка Јохана Шнарф.
| Медаља | Име            | Држава     | резултат | заостатак |
| ------ | -------------- | ---------- | -------- | --------- |
| Злато  | Катрин Цетел   | Аустрија   | 2:20,13  |           |
| Сребро | Лара Гут       | Швајцарска | 2:20,69  | +0.56     |
| Бронза | Елизабет Гергл | Аустрија   | 2:21,01  | +0.88     |

### Мушкарци
понедељак 9. фебруар
Одавно се знало да ће суперкомбинација бити једна од најнеизвеснијих трка на светском првенству. Да ће бити тако видело се после спуста у којем је најбржи био Новрежанин Аксел Лунд Свиндал, а четири стотинке иза њега био је Американац Боди Милер. Иако је после спуста заузео 22. место могло се претпоставити да ће један од најбољих светских слаломаша Француз Жилијен Лизеру покушати да то надокнади у слалому. 
Када је због притиска да освоји медаљу која се од њега очекивала Француз Жан-Батист Гранж излетео са стазе, знало се да ће победника одлучити Боди Милер и Алсел Лунд Свиндал. Милер је стартовао пре Свиндала и није издржао, направио је неколико грешака у вожњи, а затим је нагазио капију и тако остао без пласмана.
Свиндал је тријумфовао у времену 2 минута и 23 секунде, испред другопласираног Француза Жилијена Лизеруа, док је трећи био Хрват Натко Зрнчић-Дим. Свиндал је тако уз бронзу освојену у спусту додао и злато у суперкомбинацији.
| Медаља | Име                | Држава    | резултат | заостатак |
| ------ | ------------------ | --------- | -------- | --------- |
| Злато  | Аксел Лунд Свиндал | Норвешка  | 2:23,00  |           |
| Сребро | Жилијен Лизеру     | Француска | 2:23,90  | +0,90     |
| Бронза | Натко Зрнчић-Дим   | Хрватска  | 2:24,58  | +1,58     |

## Спуст

### Мушкарци — (Детаљи)
субота 7. фебруар
Канађанин Џон Кучера постао је нови светски првак у спусту победом у времену 2:07.01 минута. То му је била прва победа у спусту, а тријумфовао је испред двојице Швајцараца, светског шампиона у супервелеслалому Дидијеа Киша и Карла Јанке. Киш је имао четири стотинке слабије време од победника док је Јанка имао заостатак од 17 стотинки. 
Четврти је бион Марко Бушел из Лихтенштајна, испред Француза Адријена Теоа. Аустријанци су разочарали јер је бивши светски првак Херман Мајер, тек шести, а водећи у генералном пласману Светског купа у спусту Михаел Валхофер је био девети.
Валхофер је два пута излазио на стазу јер су га први пут судије пустиле да крене иако је у току била пауза у такмичењу. Други пут Аустријанац је у првом делу стазе био близу освајања медаље, али је ипак умор узео данак јер је у врло кратком временском размаку морао два пута да пређе врло захтевну трку. Још један од главних фаворита за победу Швајцарац Дидије Дефаго није успео да заврши такмичење.
| Медаља | Име         | Држава     | резултат | заостатак |
| ------ | ----------- | ---------- | -------- | --------- |
| Злато  | Џон Кучера  | Канада     | 2:07,01  |           |
| Сребро | Дидје Киш   | Швајцарска | 2:07,05  | +0,04     |
| Бронза | Карло Јанка | Швајцарска | 2:07,18  | +0,17     |

### Жене — (Детаљи)
недеља 8. фебруар
Такмичење у спусту у женској конкуренцији које је на Светском првенству у Вал д'Изеру требало да буде одржано у недељу одложено је за понедељак.
Трка је требало да почне у 13 часова по локалном времену али је због снежне мећаве и првобитно померена за 14, а потом и за 15 часова. За недељу преподне на појединим деловима стазе висина новог снега била и по 25 центиметара. Иако је снег уклоњен са стазе, због висине снега неке кривине су постале превише опасне па је трка одложена. Трка ће бити одржана у понедељак између слалома и спуста у оквиру мушке суперкомбинације.
понедељак 9. фебруар
Американка Линдси Вон је у спусту, тријумфовала у времену 1:30.31, испред Швајцаркиње Ларе Гут и Италијанке Нађа Фанкини. Вонова је прву медаљу на првенству освојила првог дана у супер велеслалому, док је у суперкомбинацији била дисквалификована.
Гутова је била спорија 52 стотинке, док је Италијанка имала за 57 стотинки слабије време од победнице. Гутовој је ово после медаље у суперкомбинацији, била друга сребрна медаља на овом првенству.
Бивша светска првакиња Швеђанка Ања Персон је трку завршила на деоби 12. места са Орели Ревије из Француске и заостатком од 2,32 секунде, док је једна од фавориткиња за тријумф Немица Марија Риш била десета.
| Медаља | Име          | Држава           | резултат | заостатак |
| ------ | ------------ | ---------------- | -------- | --------- |
| Злато  | Линдси Вон   | Сједињене Државе | 1:30.31  |           |
| Сребро | Лара Гут     | Швајцарска       | 1:30,83  | +0.52     |
| Бронза | Нађа Фанкини | Италија          | 1:30,88  | +0,57     |

## Екипно такмичење
среда 11. фебруар
Организатори Светског првенства у алпском скијању отказали су Екипно такмичење репрезентација.
Услед обилних снежних падавина и јаког ветра у служба спашавања била је приморана да затвори стазу на којој је требало да се такмичи девет репрезентација. После разматрања новонастале ситуације Кризни штаб СП донео је одлуку да откаже Екипно такмичење репрезентација, јер нема могућности да се стаза оспособи, услед константно лоших временских услова. Због згуснутог распореда такмичења, у наредним данима, није било могуће ни да се трка одложи за неки други термин.
У историји Светских првенстава ово је други пут да се једно такмичење не одржи. Први пут то се десило 1993. године у Мариоки у Јапану, када је отказан супервелеслалом за мушкарце.
Екипно такмичење је у календару од Светског првенства 2005. године у Бормију и ово је требало да буде његово треће такмичење.

## Велеслалом

### Жене — (Детаљи)
четвртак 12. фебруар
У велеслалому је тријумфовала Немица Катрин Хелцл укупним временом од 2:03,49 минута и тако је дошла до прве победе у каријери, а донела је и прву титулу Немачкој у женској конкуренцији од 2001. године када је Мартина Ертл победила у суперкомбинацији, а уједно и прво победничко постоље на великом светском такмичењу од Олимпијских игара у Солт Лејк Ситију 2002. када је Ертлова освојила бронзу. 
Победила је испред Словенке Тине Мазе која је имала девет стотинки слабије време и Финкиње Танје Поутијаинен, која је имала заостатак од 54 стотинке у односу на победницу.
Највећа фавориткиња за освајање златне медаље Линдси Вон морала је да пропусти трку пошто је повредила палац док је отварала шампањац на прослави победе у спусту. Још једна од фавориткиња Катрин Цетел је прву трку завршила на као водећа, али је због грешке током друге вожње била шеста.
Једина представница Србије Јелена Лоловић заузела је 25. место са заостатком од 4,48 секунди.
| Медаља | Име               | Држава    | резултат | заостатак |
| ------ | ----------------- | --------- | -------- | --------- |
| Злато  | Катрин Хелцл      | Немачка   | 2:03,49  |           |
| Сребро | Тина Мазе         | Словенија | 2:03,58  | +0.09     |
| Бронза | Танја Поутијаинен | Финска    | 2:04,03  | +0,54     |

### Мушкарци — (Детаљи)
13. фебруар 2009.
Швајцарац Карло Јанка освајач је златне медаље у велеслалому. До тријумфа је дошао у времену 2:18,82, испред двојице водећих у генералном пласману Светског купа у велеслалому олимпијског победника Аустријанца Бењамина Рајха и Теда Лигетија из САД. Рајху је припало сребро са 71 стотинком заостатка, док је Лигети освојио бронзу са 99 стотинки слабијим временом од победника.
Тријумфом у велеслалому Јанка је Швајцарцима донео друго злато на Светском првенству у Вал д'Изеру после Дидијеа Киша који је тријумфовао у супервелеслалому. После ове победе Швајцарци су са укупно освојена два злата, 3 сребра и једне бронзе (Карло Јанка у спусту) повели на листи најуспешнијих репрезентација на овом првенству.
| Медаља | Име           | Држава           | резултат | заостатак |
| ------ | ------------- | ---------------- | -------- | --------- |
| Злато  | Карло Јанка   | Швајцарска       | 2:18,82  |           |
| Сребро | Бенјамин Рајх | Аустрија         | 2:19,58  | +0.71     |
| Бронза | Тед Лигети    | Сједињене Државе | 2:19,81  | +0,99     |

## Слалом

### Жене — (Детаљи)
субота 14. фебруар
У слалому је тријумфовала Немица Марија Риш укупним временом од 1:51,80 минута и другу титулу Немачкој на овом првенству.
Победила је испред Чехиње Шарке Захробске која је имала седамдесетседам стотинки слабије време и Финкиње Танје Поутијаинен, која је имала заостатак од 1,09 секунде у односу на победницу.
Једна од фавориткиња за освајање златне медаље Линдси Вон испала је у другој вожњи.
Србија је имала две представнице Јелена Лоловић је заузела 22. место што је њен најбољи пласман у овој сезони. Друга представница Марија Трмчић није завршила трку јер је излетјела са стазе.
| Медаља | Име               | Држава  | резултат | заостатак |
| ------ | ----------------- | ------- | -------- | --------- |
| Злато  | Марија Риш        | Немачка | 1:51,80  |           |
| Сребро | Шарка Захробска   | Чешка   | 1:52,57  | +0.77     |
| Бронза | Танја Поутијаинен | Финска  | 1:52,89  | +1,09     |

### Мушкарци — (Детаљи)
15. фебруар 2009.
Аустријски скијаш Манфред Прангер освојио је златну медаљу у слалому последњег дана Светског првенства. Прангер је победио са укупним временом од 1:44.17 минута, с предношћу од 31 стотинке у односу на Француза Жилијена Лизеруа који је освојио сребрну медаљу, док је бронзана медаља припала Мајклу Џанику из Канаде са 1.53 секунде слабијим временом од победника.
Прангер је прву вожњу завршио с најбољим временом, испред Швеђанина Јохана Броленијуса и Жан-Батиста Гранжа из Француске. Од прве осморице из прве групе само су Прангер и Лизеру успели да заврше другу трку, а редом су испадали Јенс Бигмарк из Шведске, Аустријанци Бенјамин Рајх и Манфред Мелг, Тед Лигети из САД, Гранж и другопласирани из прве трке Броленијус.
Овом победом Прангер је донео прву златну медаљу Аустрији у конкуренцији мушкараца на шампионату у Вал д'Изеру. За Аустријанце, који су до овог првенства владали у свим дисциплинама на претходним првенствима, једину преосталу медаљу донео је Бенјамин Рајх у велеслалому када је освојио сребро.
| Медаља | Име             | Држава    | резултат | заостатак |
| ------ | --------------- | --------- | -------- | --------- |
| Злато  | Манфред Прангер | Аустрија  | 1:44,17  |           |
| Сребро | Жилијен Лизеру  | Француска | 1:44,48  | +0.31     |
| Бронза | Мајкл Џаник     | Канада    | 1:45,70  | +1,53     |

## Биланс медаља
|     | Екипа            | Злато | Сребро | Бронза | Укупно |
| --- | ---------------- | ----- | ------ | ------ | ------ |
| 1.  | Швајцарска       | 2     | 3      | 1      | 6      |
| 2.  | Аустрија         | 2     | 1      | 2      | 5      |
| 3.  | Сједињене Државе | 2     | 0      | 1      | 3      |
| 4.  | Немачка          | 2     | 0      | 0      | 2      |
| 5.  | Норвешка         | 1     | 0      | 1      | 2      |
| 6.  | Канада           | 1     | 0      | 0      | 1      |
| 7.  | Француска        | 0     | 3      | 0      | 3      |
| 8.  | Италија          | 0     | 1      | 1      | 2      |
| 9.  | Словенија        | 0     | 1      | 0      | 1      |
| 9.  | Чешка            | 0     | 1      | 0      | 1      |
| 11. | Хрватска         | 0     | 0      | 1      | 1      |
| 12. | Финска           | 0     | 0      | 1      | 1      |
|     | Укупно (12)      | 10    | 10     | 10     | 30     |